# Kanton El Pangui
Der Kanton El Pangui befindet sich in der Provinz Zamora Chinchipe im Süden von Ecuador. Er besitzt eine Fläche von 631 km². Im Jahr 2020 lag die Einwohnerzahl schätzungsweise bei 10.940. Verwaltungssitz des Kantons ist die Kleinstadt El Pangui mit 3084 Einwohnern (Stand 2010). Der Kanton El Pangui wurde im Jahr 1991 eingerichtet.

## Lage
Der Kanton El Pangui befindet sich im äußersten Nordosten der Provinz Zamora Chinchipe. Im Osten reicht er bis an die peruanische Grenze. Das Gebiet liegt in der Cordillera del Cóndor, ein Gebirgszug der östlichen Anden. Der Río Zamora durchquert das Kantonsgebiet in nördlicher Richtung und entwässert dabei das Areal. Die Fernstraße E45 verläuft entlang dem Río Zamora.
Der Kanton El Pangui grenzt im Süden und im Westen an den Kanton Yacuambi, im Norden an den Kanton Gualaquiza der Provinz Morona Santiago sowie im Osten an Peru.

## Verwaltungsgliederung
Der Kanton El Pangui ist in die Parroquia urbana („städtisches Kirchspiel“)
- El Pangui

und in die Parroquias rurales („ländliches Kirchspiel“)
- El Guismi
- Pachicutza
- Tundayme

gegliedert.

## Kupferbergwerk Mirador
Im Osten des Kantons befindet sich im Flusstal des Río Quimi in der Cordillera del Cóndor das Kupferbergwerk Mirador. Das dort gewonnene Kupfer wird nach China verschifft und u. a. zu Kupferfolien verarbeitet, die in den Batterien für Elektroautos zum Einsatz kommen.